# Jean-Karl Vernay
Pour les articles homonymes, voir Vernay.
Jean-Karl Vernay, né le 31 octobre 1987 à Villeurbanne, est un pilote automobile français.

## Biographie
En 2012, Jean-Karl Vernay était sur le point d'entamer sa première saison en tant que pilote titulaire avec Peugeot Sport, après une année passée au poste de pilote de réserve. Jean-Karl Vernay signe avec l'équipe Sébastien Loeb Racing pour disputer la prochaine saison de la Porsche Matmut Carrera Cup aux côtés de Vincent Beltoise et Sacha Bottemanne.
En février 2014, Jean-Karl Vernay s'engage avec l'écurie Dome Racing pour la saison 2014 de Super GT.

## Carrière
- 2005 : Champion de France Formule Campus (6 victoires et 12 podiums) ;
- 2006 : 2e (meilleur rookie) du championnat de France de Formule Renault (2 victoires et 7 podiums) ;
- 2007 : 10e du championnat de Formule 3 Euro Series ;
- 2008 : 8e du championnat de Formule 3 Euro Series.
- 2009 :
  - 5e du championnat de Formule 3 Euro Series (2 victoires) ;
  - Pole position et 2e au Grand Prix de Macao de Formule 3 2009.
- 2010 : Indy Lights, Champion avec 3 poles positions, 5 victoires et 8 podiums en dix courses.
- 2011 :
  - Pilote de réserve Peugeot 908 ;
  - Vainqueur des 6 Heures de Zhuhai en LMP2 avec Signatech Nissan.
- 2012 : Champion en Porsche Matmut Carrera Cup avec l'écurie Sébastien Loeb Racing ;
- 2013 : Vainqueur de la catégorie GTE Am des 24 Heures du Mans avec l'écurie IMSA Performance Matmut.

## Galerie

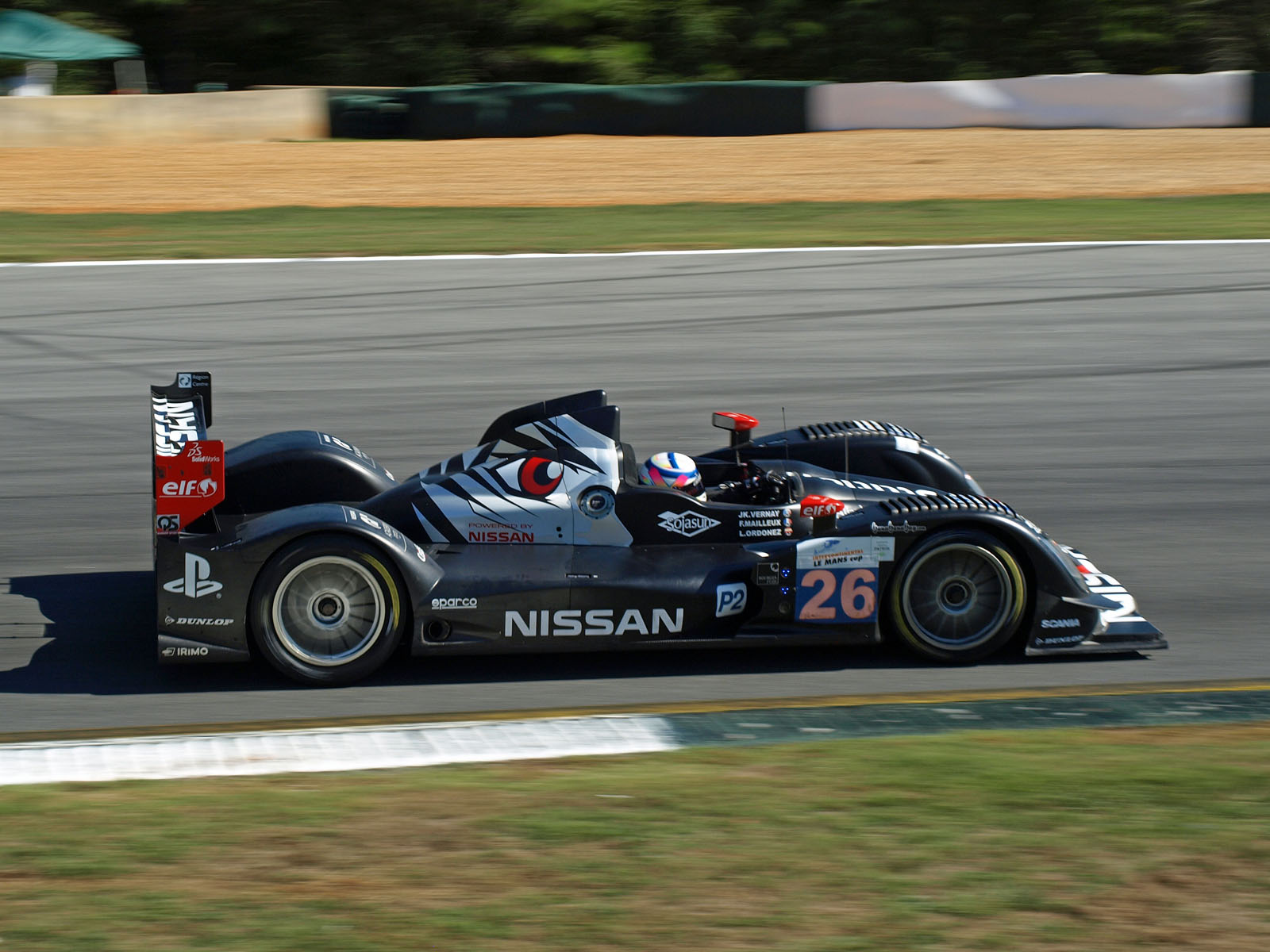
Au volant de la Signatech Oreca 03-Nissan lors des qualifications du Petit Le Mans 2011 à Road Atlanta.
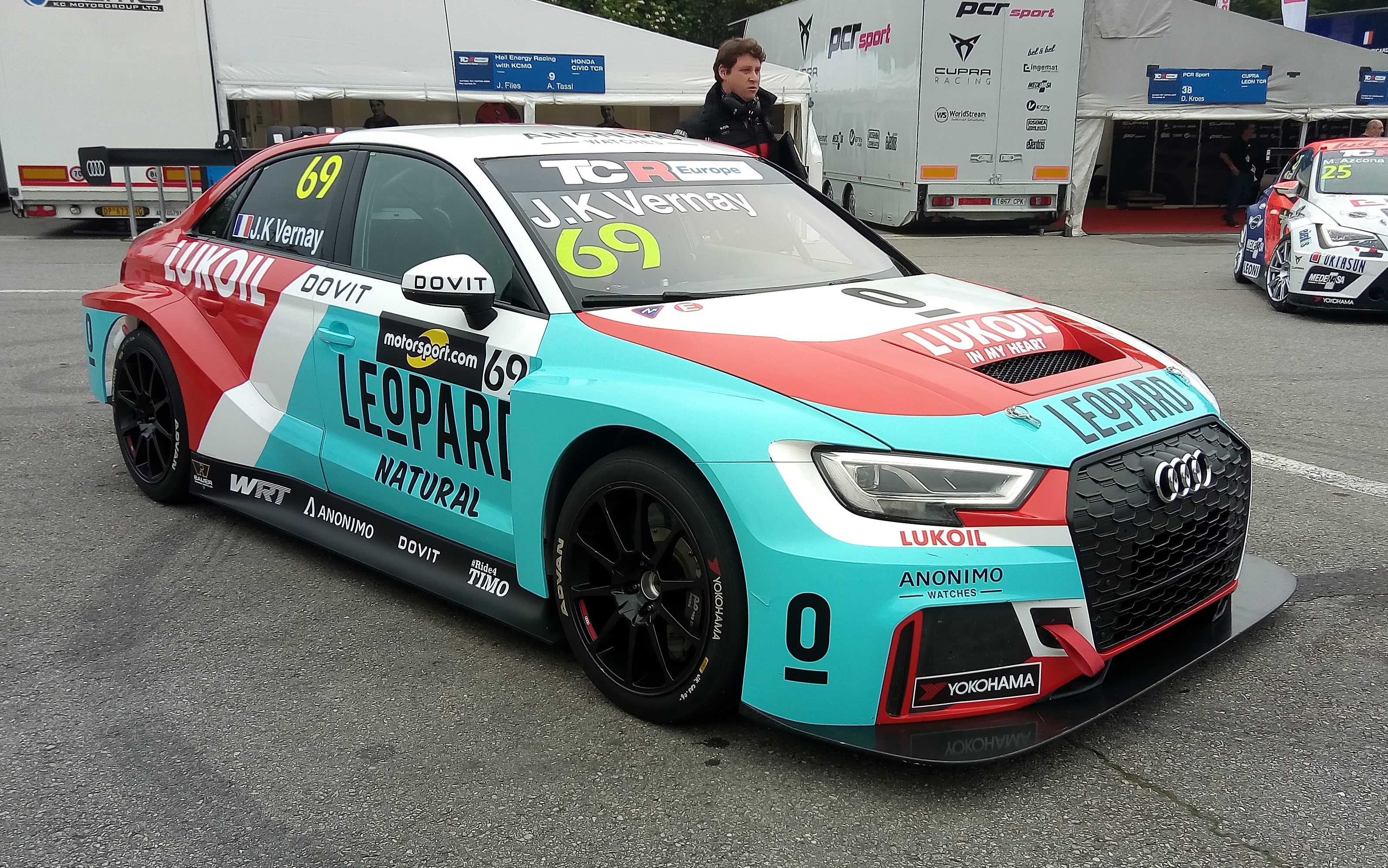
Le TCR Europe Touring Car Series (en) 2018 sur le circuit de Spa-Francorchamps avec l'Audi RS 3 LMS TCR.
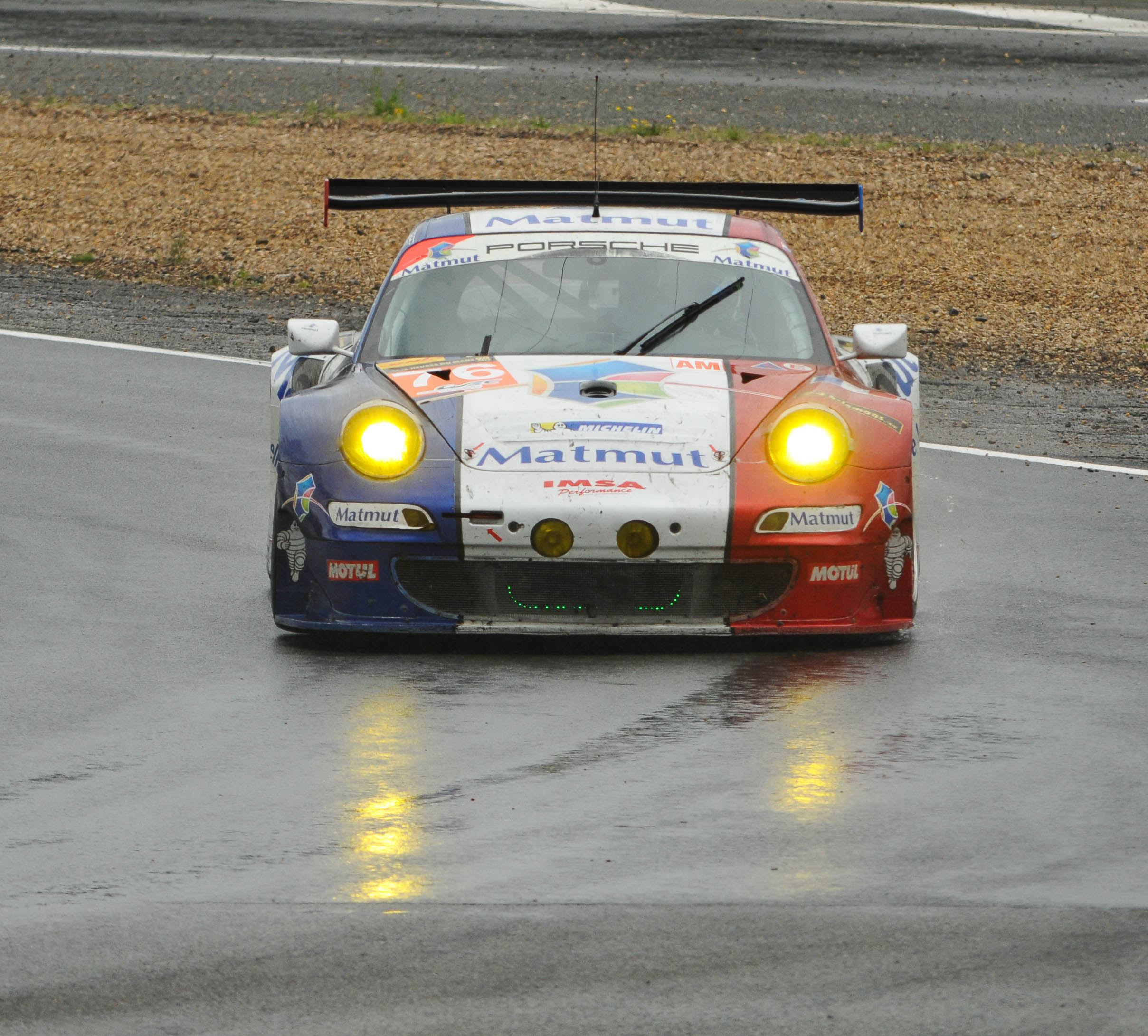
Victoire au circuit des 24 Heures du Mans 2013 dans la catégorie « GTE Am ».
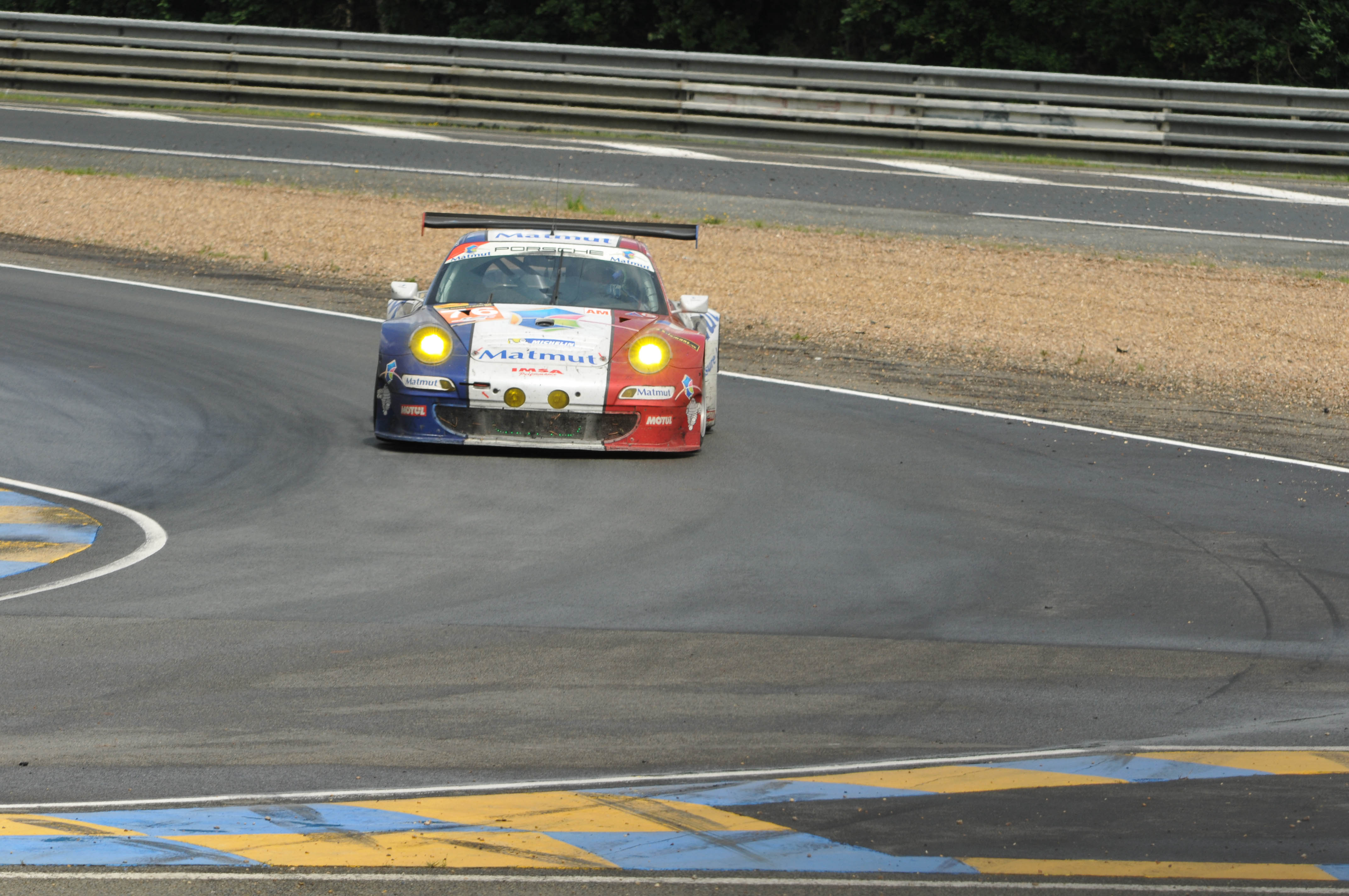
L'épreuve des 24 Heures du Mans, le 23 juin 2013.
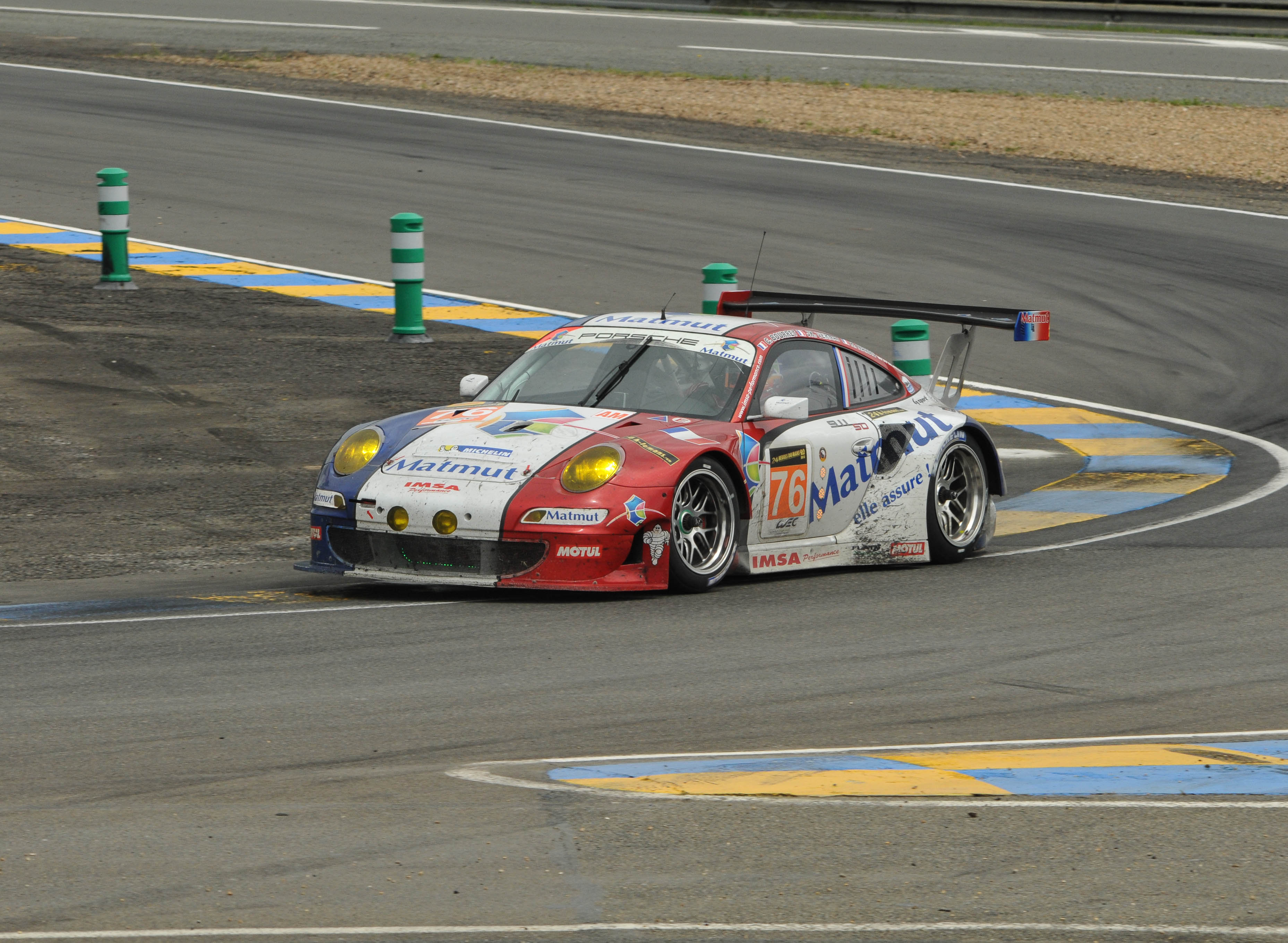
Vue de la Porsche 997 GT3 RSR de l'écurie IMSA Performance Matmut.
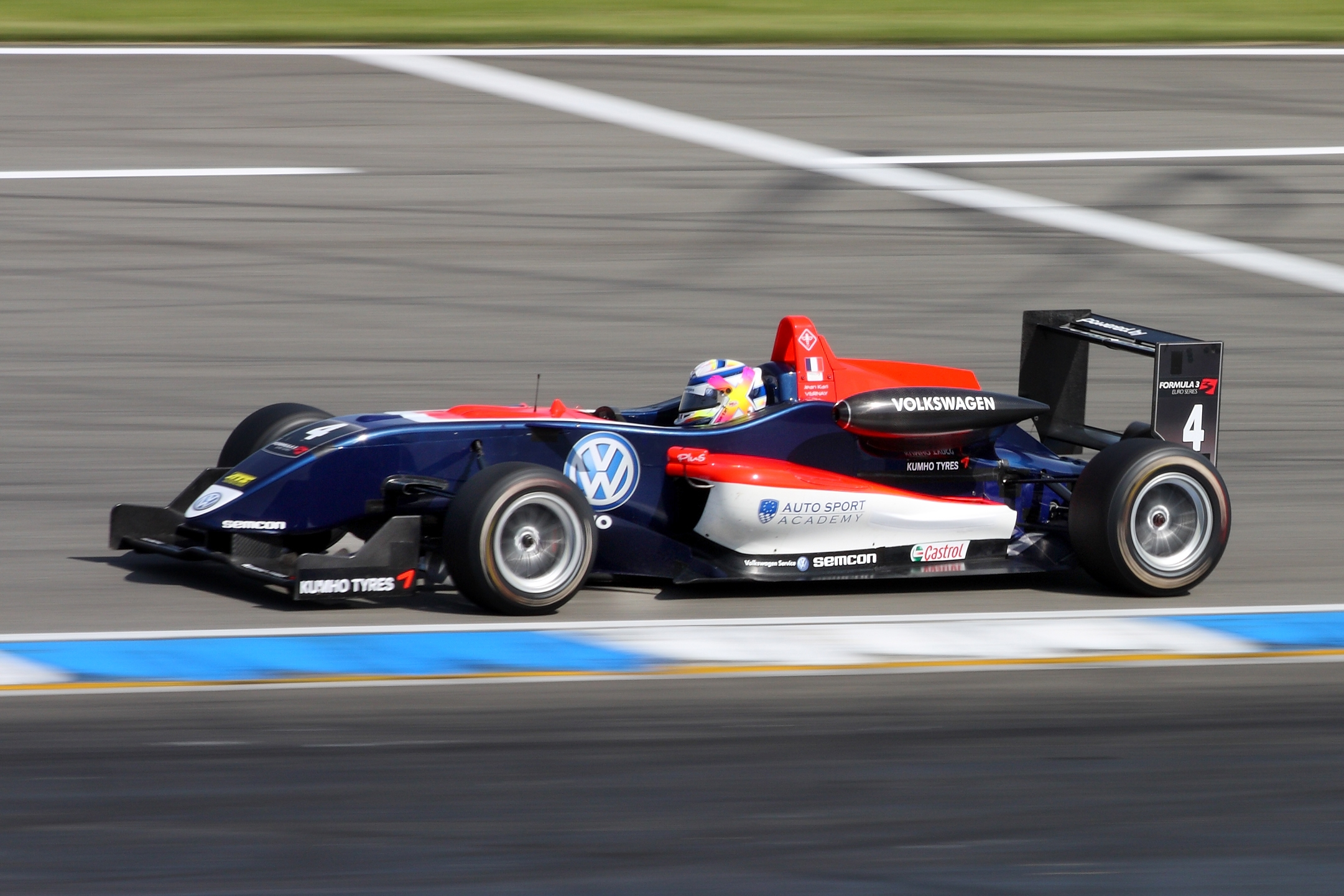
Jean Karl Vernay à Hockenheim en 2009.